# Suzukake no Ki no Michi de "Kimi no Hohoemi o Yume ni Miru" to Itte Shimattara Bokutachi no Kankei wa Dō Kawatte Shimau no ka, Bokunari ni Nannichi ka Kangaeta Ue de no Yaya Kihazukashii Ketsuron no Yō na Mono
«Suzukake no Ki no Michi de 'Kimi no Hohoemi o Yume ni Miru' to Itte Shimattara Bokutachi no Kankei wa Dō Kawatte Shimau no ka, Bokunari ni Nannichi ka Kangaeta Ue de no Yaya Kihazukashii Ketsuron no Yō na Mono» (鈴懸の木の道で「君の微笑みを夢に見る」と言ってしまったら僕たちの関係はどう変わってしまうのか、僕なりに何日か考えた上でのやや気恥ずかしい結論のようなもの?  «Una especie de conclusión un poco embarazosa a la que llegué  después de pensar durante días acerca de cómo nuestra relación cambiaría si al caminar por un camino de plataneros te dijera, —"Sueño con tu sonrisa"».) es el 34.º sencillo del grupo japonés de cantantes femeninas (idols)  AKB48. Se publicó en Japón el 11 de diciembre de 2013. Debido a la longitud de su título de 76 caracteres en japonés y 210 tras ser romanizado, se ha acortado a "Suzukake Nanchara" (鈴懸なんちゃら?  literalmente «plataneros algo») para la interpretación del grupo en el NHK Hall en su programa semanal en la cadena NHK y en otras ocasiones  "Suzukake no Ki no Michi de...Yaya Kihazukashii Ketsuron no Yō na Mono" (鈴懸の木の道で...（略）やや気恥ずかしい結論のようなもの?   (略 "Ryaku"?) es el símbolo japonés empleado para señalar una abreviatura u omisión). Se colocó en cuarta posición en la lista Oricon a final de año, con 1 086 491 copias vendidas.

## Antecedentes
Las 16 participantes de la grabación de la canción fueron seleccionadas a través de un torneo de piedra papel tijeras que tuvo lugar el 18 de septiembre de 2013 en el Nippon Budokan que involucraba miembros tanto de AKB48 como de sus grupos relacionados. Tras una serie de rondas preliminatorias se decidió quién iba a participar en el sencillo, el torneo prosiguió con una ronda de eliminación directa de 16 contrincantes para decidir quien en el grupo iba a recibir posiciones favorables en la coreografía y papeles más importantes en el vídeo musical. La ganadora del torneo, que recibió la posición central en la coreografía, fue Jurina Matsui de SKE48, acompañada de Emika Kamieda de NMB48 (subcampeona), Rina Hirata de AKB48 (tercer lugar). La canción se posicionó en primer lugar en el Request Hour Setlist 1035 que tuvo lugar en el Tokyo Dome City Hall entre el 21 y 25 de enero de 2015. En lugar de lanzar una Drama Version, se publicó en YouTube una versión con un baile alternativo.

## Composición
La canción fue compuesta por Tetsuro Oda. El título japonés del sencillo se compone de 76 caracteres japoneses. Está cantado desde el punto de vista de un chico.[cita requerida]